# D.J. White
Dewayne „D.J.” White Jr. (ur. 31 sierpnia 1986 w Tuscaloosa) – amerykański koszykarz, występujący na pozycji silnego skrzydłowego, obecnie zawodnik Bahcesehir Basketbol.
W 2004 wystąpił w trzech spotkaniach gwiazd amerykańskich szkół średnich – McDonald’s All-American, Jordan Classic, Nike Hoop Summit, został też uznany najlepszym zawodnikiem stanu Alabama (Alabama Gatorade Player of the Year). Zaliczono go do III składu USA Today’s All-USA i IV składu Parade All-American.
W dniu 24 lutego 2011, White i Morris Peterson trafili do Charlotte Bobcats za Nazra Mohammeda.
28 lutego 2013 roku zawodnik podpisał kontrakt z drużyną Boston Celtics.

## Osiągnięcia
Stan na 7 października 2017, na podstawie, o ile nie zaznaczono inaczej.
NCAA
- Uczestnik turnieju NCAA (2006–2008)
- Zawodnik roku konferencji Big Ten (2008)[5]
- Najlepszy pierwszoroczny zawodnik Big Ten (2005)[6]
- Zaliczony do:
  - I składu Big 10 (2008)
  - II składu:
    - All-American (2008)
    - Big 10 (2007)
    - najlepszych pierwszorocznych zawodników Big 10 (2007)

  - składu All-Big Ten Honorable Mention (2005)

Drużynowe
- Wicemistrz D-League (2010)

Reprezentacja
- Uczestnik igrzysk panamerykańskich (2007 – 5. miejsce)